# Рим-Столиця (метрополійне місто)
Метрополійне місто Рим-Столиця (італ. Città metropolitana Roma Capitale) — адміністративно-територіальна одиниця регіону Лаціо, Італія. Одне з 10 метрополійних міст, що створені законом 7 квітня 2014 року. З 2015 року замінило провінцію Рим.